# Kasteel van Thillombois
Het Kasteel van Thillombois (Frans: Château de Thillombois) is een kasteel in de Franse gemeente Thillombois. Het kasteel is een beschermd historisch monument sinds 1995.